# 小田原明子
小田原 明子（おだわら あきこ）はテレビ東京ホールディングス監査役、テレビ東京監査役。

## 人物
1985年テレビ東京入社。2012年同社アニメ局次長兼アニメ制作部長、2015年テレビ東京ホールディングスグループ戦略室次長、2016年同社グループ戦略室長、2018年同社参与。
2018年テレビ東京執行役員、2019年同社上席執行役員、2021年テレビ東京ホールディングス常勤監査役、テレビ東京常勤監査役。

## 担当
- 劇場版ポケットモンスター ミュウツーの逆襲（製作委員）
- ポケットモンスター ダイヤモンド&パール（プロデューサー）
- 劇場版ポケットモンスター ダイヤモンド&パール アルセウス 超克の時空へ（アシスタントプロデューサー）
- 劇場版ポケットモンスター ダイヤモンド&パール 幻影の覇者 ゾロアーク（アシスタントプロデューサー）
- 劇場版ポケットモンスター ベストウイッシュ キュレムVS聖剣士 ケルディオ（プロデューサー）
- メロエッタのキラキラリサイタル（プロデューサー）
- 劇場版ポケットモンスター ベストウイッシュ 神速のゲノセクト ミュウツー覚醒（プロデューサー）
- ピカチュウとイーブイ☆フレンズ（プロデューサー）
- 10thアニバーサリー 劇場版 遊☆戯☆王 〜超融合!時空を越えた絆〜（エグゼクティブプロデューサー）
- のりスタ!（プロデューサー）
- アニマル横町（プロデューサー）
- ぷるるんっ!しずくちゃん（プロデューサー）
- 夏目友人帳（プロデューサー）
- 続 夏目友人帳（プロデューサー）
- 神秘の世界エルハザード（プロデューサー）
- 閃光のナイトレイド（プロデューサー）
- 機神大戦ギガンティック・フォーミュラ （プロデューサー）